# Ключ 108
| 皿                     | 皿                    | 皿                    |
| ---------------------- | --------------------- | --------------------- |
| 107                    | 108                   | 109                   |
| Піньінь:               | mǐn                   | mǐn                   |
| Чжуїнь:                | ㄇㄧㄣˇ               | ㄇㄧㄣˇ               |
| Вейд-Джайлз:           | min3                  | min3                  |
| Ютпхін:                | ming5                 | ming5                 |
| Он:                    | ベイ, ミョウ bei, myō | ベイ, ミョウ bei, myō |
| Кун:                   | さら sara             | さら sara             |
| Кандзі:                | 皿 sara               | 皿 sara               |
| Хун:                   | 그릇 geureut          | 그릇 geureut          |
| Им:                    | 명 myeong             | 명 myeong             |
| Індекс у Вікісловнику: | 皿                    | 皿                    |

Ключ 108 — ієрогліфічний ключ, що означає посуд і є одним із 23 (загалом існує 214) ключів Кансі, що складаються з п'яти рисок.
У Словнику Кансі 129 символів із 40 030 використовують цей ключ.

## Символи, що використовують ключ 108

Як писати ієрогліф.

| без додаткових | 皿                            |
| 2 додаткові    | 盀 盁                         |
| 3 додаткові    | 盂                            |
| 4 додаткові    | 盃 盄 盅 盆 盇 盈             |
| 5 додаткових   | 盉 益 盋 盌 盍 盎 盏 盐 监    |
| 6 додаткових   | 盒 盓 盔 盕 盖 盗 盘 盙 盚 盛 |
| 7 додаткових   | 盜                            |
| 8 додаткових   | 盝 盞 盟                      |
| 9 додаткових   | 盠 盡 盢 監                   |
| 10 додаткових  | 盤                            |
| 11 додаткових  | 盥 盦 盧                      |
| 12 додаткових  | 盨 盩 盪                      |
| 13 додаткових  | 盫 盬                         |
| 15 додаткових  | 盭                            |
| 16 додаткових  | 蘯                            |